# 清江厅
清江厅，清朝设置的厅。
雍正八年（1730年）置，治所在今贵州省剑河县。属镇远府。挂理苗府衔，镇远府同知驻此，十一年（1733年）改府通判驻此。先设清江协，驻副将。后置清江镇，驻总兵。1913年改清江县，旋及改剑河县，属黔东道。 